# Capucin sombre
Lonchura fuscans
Espèce
Statut de conservation UICN

 LC  : Préoccupation mineure
Le Capucin sombre (Lonchura fuscans) est une espèce de passereau appartenant à la famille des Estrildidae.

## Répartition
Cette espèce est endémique de Bornéo.

## Habitat
Il habite les forêts, les broussailles et les prairies tropicales et subtropicales en plaine.